# 琉球龙蜥
多稜龍蜥又名多稜攀蜥、琉球攀蜥或琉球龙蜥为鬣蜥科龙蜥属的爬行动物。分布于日本、台灣等地。该物种的模式产地在琉球群岛。

## 亚种
- 黃口攀蜥，Ota于1991年命名，又名琉球龙蜥台北亚种，俗名攀木蜥蜴、攀蜥。分布于台灣，一般生活于1200米以下低海拔地区杂草蔓生的树林中。其生存的海拔上限为2300米。该物种的模式产地在台湾台北。[2]

## 保护
本种于2023年被收录入《有重要生态、科学、社会价值的陆生野生动物名录》。